# Півники злаколисті
{{#ifeq:0|0|{{#if:|{{#if:Irisgraminea|[[]}}|}}}}

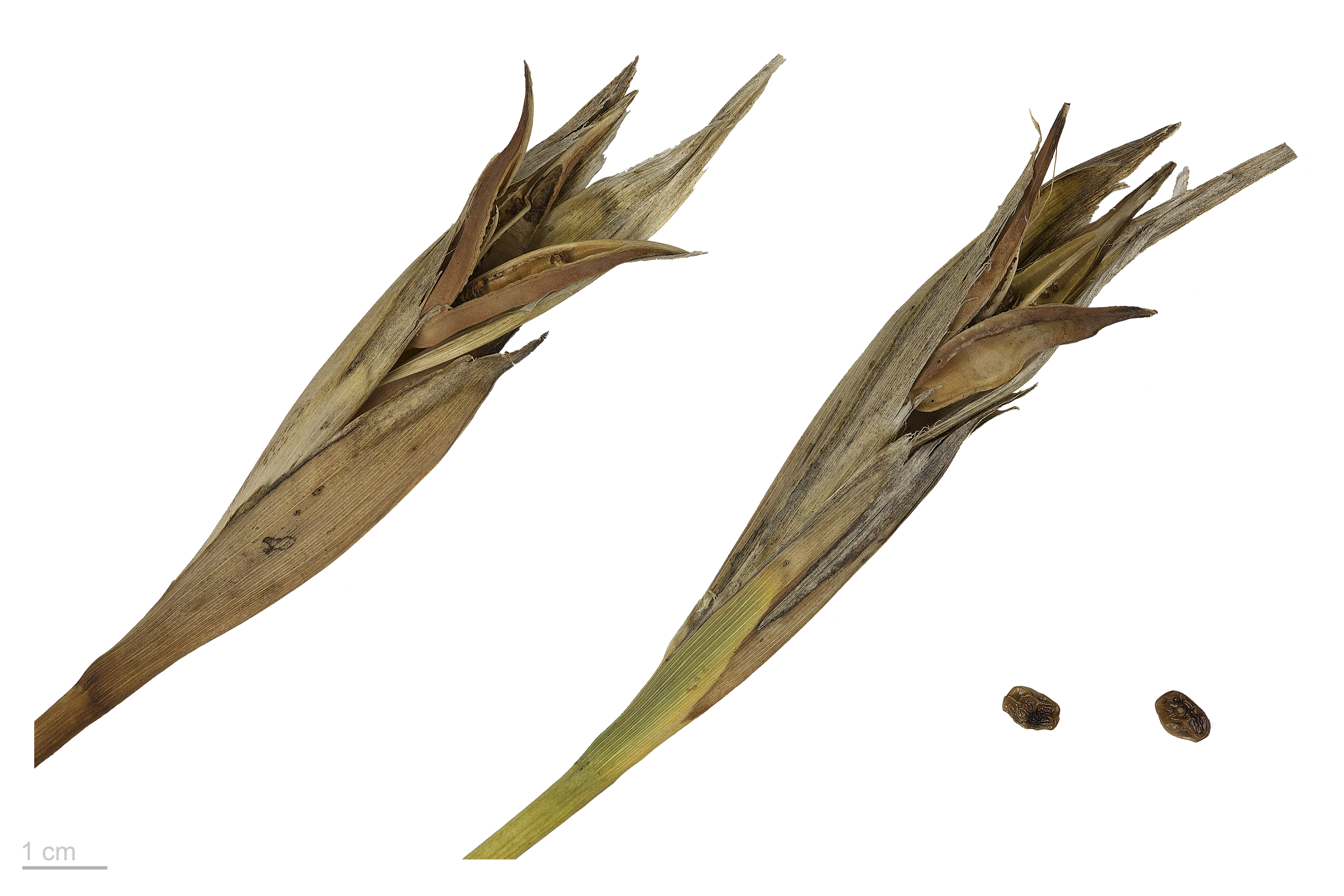
Iris graminea — Тулузький музей

Пі́вники злаколи́сті (Iris graminea L.) — регіонально рідкісна трав'яниста рослина родини півникові (Iridaceae).
Внесена до Переліку рідкісних і таких, що перебувають під загрозою зникнення, видів рослин світу на території Тернопільської області (рішення Тернопільської обласної ради № 64 від 11 листопада 2002). Зростає на сухих, найчастіше вапнякових ґрунтах, на трав'янистих галявинах, узліссях, рівнинах та підвищеннях.
Знаходяться під охороною в заказнику загальнодержавного значення «Обіжевський» і в межах ботанічної пам'ятки природи "Стінка «Криве» на Тернопільщині.